# Elecciones presidenciales de Estados Unidos de 2020 en Colorado
Las Elecciones presidenciales de Estados Unidos en Colorado de 2020 están programadas para el martes 3 de noviembre de 2020, como parte de las elecciones en los Estados Unidos de 2020 en las que participarán los 50 estados más el Distrito de Columbia. Los votantes de Colorado elegirán electores para representarlos en el Colegio Electoral a través de un voto popular. El estado de Colorado tiene 9 votos electorales en el Colegio Electoral.

## Candidatos
Los candidatos a la presidencia en 2020 son el titular Donald Trump del Partido Republicano; Joe Biden del Partido Demócrata y Jo Jorgensen del Partido Libertario.
Rachel Caine dirigió la campaña de Biden durante las elecciones primarias en Colorado.

## Votación
"En Colorado, todos los votantes registrados reciben una boleta por correo que puede ser completada, enviada por correo o entregada para ser recibida por la oficina del secretario del condado antes de las 7 pm el día de las elecciones. Para votar en persona, los Centros de Votación y Servicio al Votante (VSPC) están abiertos 10 días antes de una elección primaria y 15 días antes de una elección general."

## Elección general

### Predicciones
| Fuente                | Clasificación   | As of                  |
| --------------------- | --------------- | ---------------------- |
| Cook Political Report | Probable        | 28 de octubre de 2020  |
| Inside Elections      | Sólido          | 28 de octubre de 2020  |
| Sabato's Crystal Ball | Probable        | 2 de noviembre de 2020 |
| 270toWin              | Probable        | 30 de octubre de 2020  |
| Político              | Probable        | 2 de noviembre de 2020 |
| RealClearPolitics     | Pequeña ventaja | 29 de octubre de 2020  |

### Encuestas
Resumen gráfico 

### Resultados
| Elecciones presidenciales de Estados Unidos en Colorado de 2020 | Elecciones presidenciales de Estados Unidos en Colorado de 2020 | Elecciones presidenciales de Estados Unidos en Colorado de 2020 | Elecciones presidenciales de Estados Unidos en Colorado de 2020 | Elecciones presidenciales de Estados Unidos en Colorado de 2020 | Elecciones presidenciales de Estados Unidos en Colorado de 2020 |
| Partido                                                         | Partido                                                         | Candidato/a                                                     | Votos                                                           | %                                                               | ±%                                                              |
| --------------------------------------------------------------- | --------------------------------------------------------------- | --------------------------------------------------------------- | --------------------------------------------------------------- | --------------------------------------------------------------- | --------------------------------------------------------------- |
|                                                                 | Demócrata                                                       | Joe Biden                                                       |                                                                 |                                                                 |                                                                 |
|                                                                 | Republicano                                                     | Donald Trump (titular)                                          |                                                                 |                                                                 |                                                                 |
|                                                                 | Libertario                                                      | Jo Jorgensen                                                    |                                                                 |                                                                 |                                                                 |
| Total                                                           |                                                                 |                                                                 |                                                                 |                                                                 |                                                                 |
| Margen de victoria                                              |                                                                 |                                                                 |                                                                 |                                                                 |                                                                 |